# Iñaki Pinedo
José Ignacio Pinedo Otaola (Bilbao, Vizcaya, 1960), más conocido como Iñaki Pinedo, es un profesor, director y guionista de cine documental español. Sus obras más reconocidas han sido las que componen la Trilogía de la memoria: El hombre que murió dos veces, La escuela fusilada y Los otros Guernicas. Por este último trabajo fue preseleccionado en 2012 por la Academia de Cine con cinco candidaturas —mejor película, mejor dirección novel, mejor montaje, mejor dirección de fotografía y mejor película documental— a las nominaciones a los Premios Goya 2012.

## Biografía
Iñaki se licenció en Biología por la Universidad del País Vasco. Desde 1986 se dedica a la docencia y en 1990 se instaló en Cantabria, trabajando desde entonces en un Instituto de Educación Secundaria. Ha sido director de la revista Trabajadores de la Enseñanza de Cantabria, miembro del Consejo de la Formación Profesional y del Consejo Escolar de Cantabria desde 1994 hasta 2008, y dentro de sus labores educativas es fundador-coordinador (desde el año 2006) del proyecto Vamos de Cine y director (desde el año 2008) de la muestra de cortometrajes del mismo nombre.
A los 21 años obtuvo un papel como actor secundario en el mediometraje La dama del Amboto, realizado dentro del taller de cine de la Universidad del País Vasco. En los dos años siguientes formó parte del taller de teatro que estaba dirigido por el actor David Pinilla, de la compañía vasca de teatro Akelarre, dirigida por Luis María Iturri. También trabajó como actor con la artista Diana Álvarez, y en 1987 con Koldo Azkarreta y Juan Carlos Romero en La Esquela/Hileta Deia.
En el año 2003 la productora Armonía Films estrenó el documental El hombre que murió dos veces, codirigido con Daniel Álvarez, en el que también trabajó Santiago Macías Pérez como asesor histórico. En este documental de 60 minutos que se comenzó tres años antes, Iñaki también fue guionista. Trata sobre la creación y la evolución de la primera guerrilla antifranquista de la posguerra española y tuvo una mención especial en la primera Muestra de Largos y Cortos de Cantabria, Sotocine 2003.
En 2004 volvió a ser el guionista y el director, nuevamente junto a Daniel Álvarez, del documental Marea, que trata de los tremendos efectos que tuvo el hundimiento del petrolero Prestige en Cantabria. Tuvo una duración de 20 minutos, y recibió una mención especial en la segunda Muestra de Largos y Cortos de Cantabria, Sotocine 2004. y en el Festival Internacional de Cine y Medio Ambiente de Sant Feliu de Guíxols de 2004.
Dos años más tarde, la productora leonesa Imagen Industrial volvió a unir a Daniel e Iñaki en La escuela fusilada. En 52 minutos de duración el documental trata la destrucción del modelo educativo republicano durante y después de la guerra civil española. Este documental tuvo mejor acogida que los anteriores, obteniendo el premio al mejor documental en la quinta Muestra de Largos y Cortos de Cantabria, Sotocine 2006. Además fue galleta de Oro al mejor mediometraje documental en el XVIII Festival de Cine de Aguilar de Campoo, y obtuvo dos premios en el II Festival Europeo de Cine y Televisión de Reus, Memorimage 2007 (Rosa de Reus a la mejor creación audiovisual y premio al mejor trabajo de videocreación).

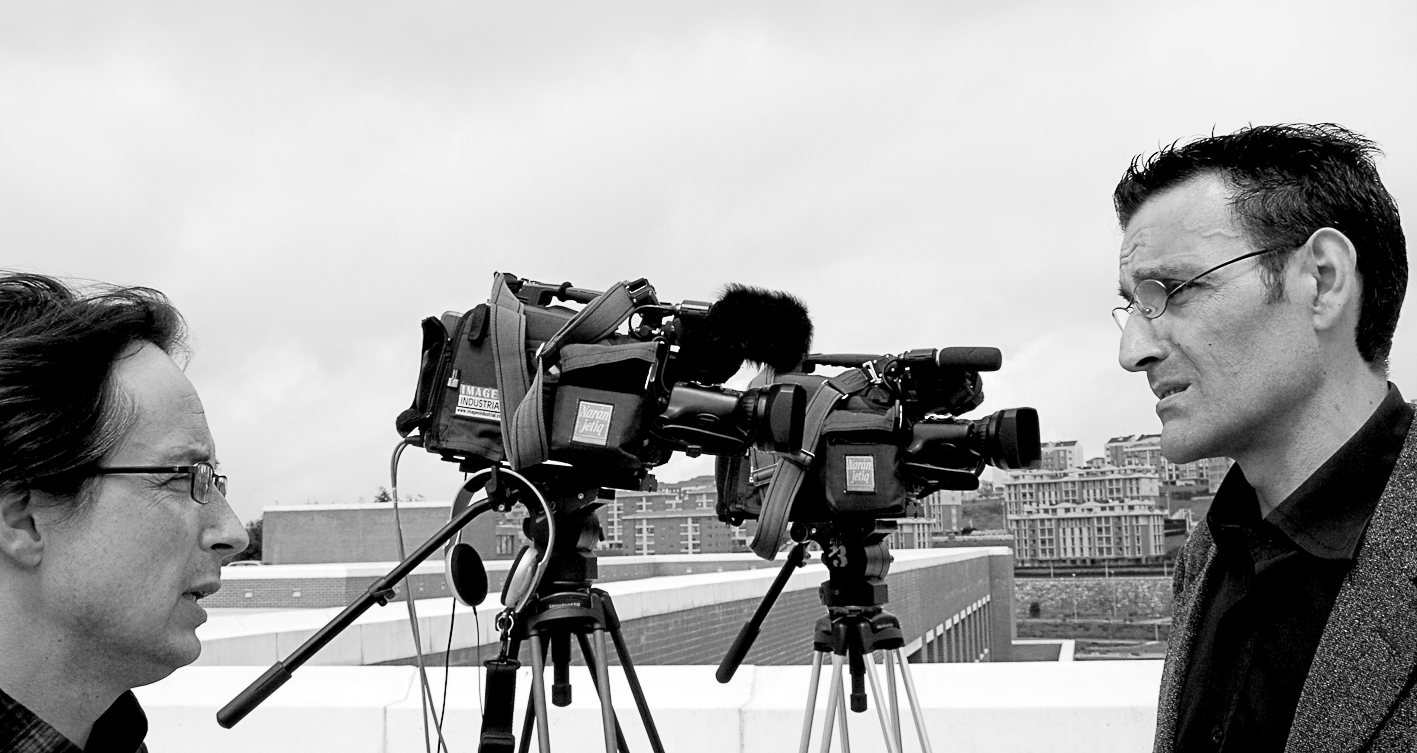
Iñaki Pinedo en el rodaje en Santander de Los otros Guernicas

El 28 de octubre de 2010 se estrenó en el Palacio de Festivales de Santander el documental Los otros Guernicas, donde fue guionista y director, con Jesús Calvo, de Imagen Industrial, en la producción y Esther López Sobrado en la documentación. Este documental cerró la Trilogía de la memoria —junto a El hombre que murió dos veces y La escuela fusilada—, que comenzó junto a Daniel Álvarez. El documental aborda el gran problema que supuso para la cultura española la pérdida de un importante número de intelectuales y artistas como consecuencia de la guerra civil española. Uno de los ejemplos más claros fue Luis Quintanilla, autor de unos frescos con mensajes pacifistas encargados por el Gobierno de la República para el pabellón español en la Exposición Universal de Nueva York de 1939. Santiago Carrillo, Alfonso Guerra, Gabriel Jackson, Paul Quintanilla o Woody Allen son algunos de los más de veinte testimonios con los que cuenta este trabajo. Los otros Guernicas fue preseleccionado con cinco candidaturas —mejor película, mejor dirección novel, mejor montaje, mejor dirección de fotografía y mejor película documental— a las nominaciones de los Premios Goya 2012. Ha estado presente en numerosos festivales de cine en España, Europa, Estados Unidos y Latinoamérica y se ha proyectado en los Institutos Cervantes de Nueva York, Pekín, Varsovia, Londres, Roma y Bruselas. Para su creación se contó con el patrocinio de la Universidad de Cantabria, Consejería de Cultura y Educación de Cantabria y Banco Santander.

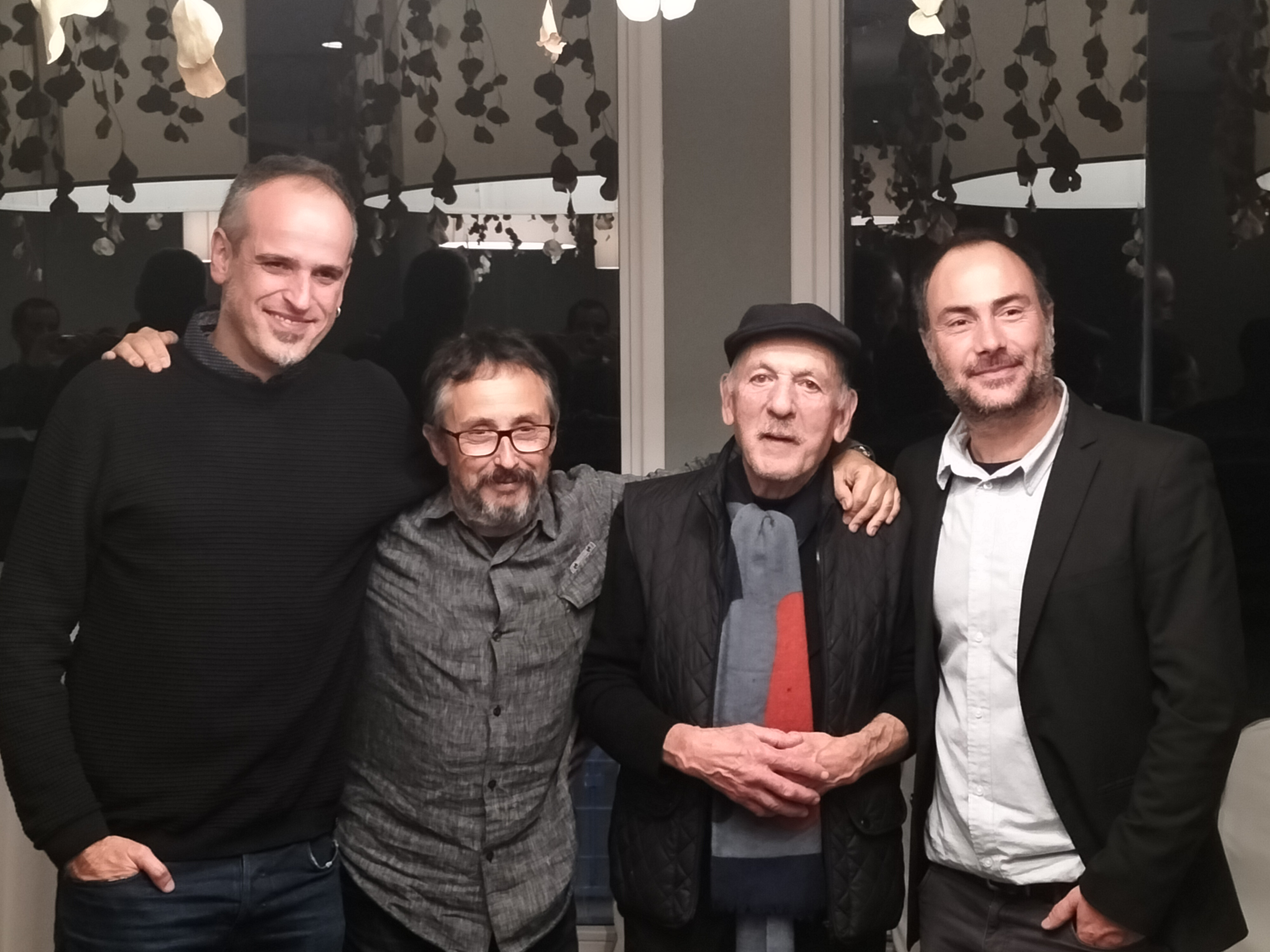
Gorka Hermosa, Iñaki Pinedo, Roberto Orallo y Marcos Fernández Aldaco tras el estreno del documental En la línea del horizonte

Ha colaborado como coguionista en el documental de Daniel Álvarez, Flores para un espía, sobre una red de espionaje española durante la Segunda Guerra Mundial, sufragada y dirigida por los servicios secretos británicos que operaba desde León por gran parte de la geografía española.
En febrero de 2016 comenzó a rodar su quinto documental, Ciaboga, sobre el mundo de las traineras en el norte cantábrico, con Ángel Obregón Sierra en las labores de documentación y asesoramiento y, de nuevo, con Jesús Calvo, de Imagen Industrial, en la producción. Se trata de un largometraje etnográfico-deportivo, que trata sobre los comienzos del remo, relacionados con la actividad pesquera y su lenta transformación en deporte. El rodaje y los testimonios se desarrollaron entre el País Vasco, Cantabria, Asturias y Galicia, y para financiarlo se abrió una campaña de participación de micromecenazgo. La presentación del documental de 72 minutos tuvo lugar el 11 de abril de 2019 en el Palacio de Festivales de Santander. Además de director, Iñaki se encargó del montaje y de la producción ejecutiva.

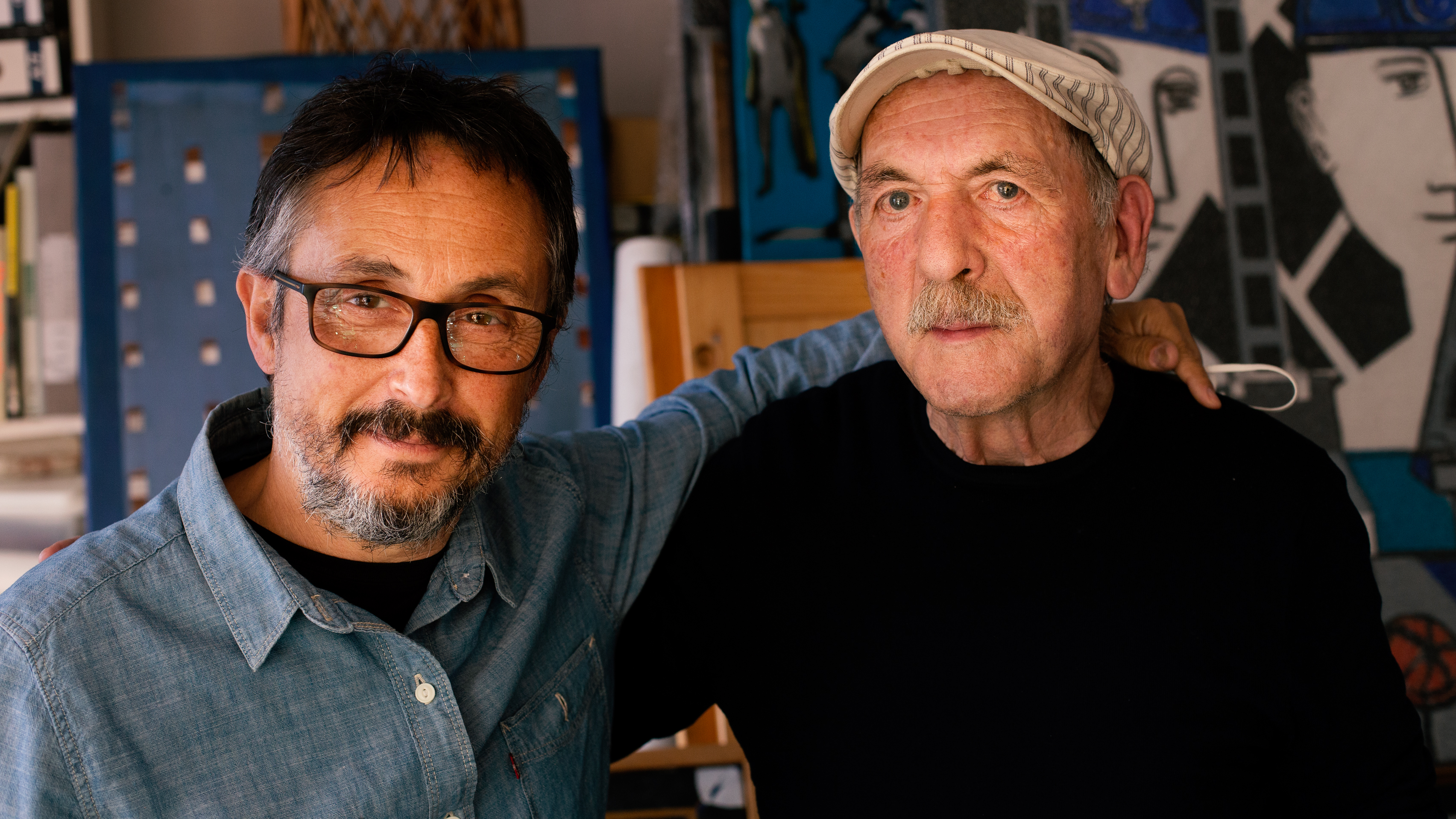
Iñaki Pinedo y Roberto Orallo durante el rodaje de En la línea del horizonte

Tras dos años de trabajo, el 24 de noviembre de 2022 estrenó En la línea del horizonte, documental sobre la biografía de Roberto Orallo, pintor santanderino. La obra fue dirigida por Pinedo junto a Marcos Fernández Aldaco, con la producción de Velycordero y el Colectivo Gelsomina. Al igual que en Ciaboga, la música fue aportada por el acordeonista Gorka Hermosa. En 2024 comenzó el rodaje del documental Hauspoa & Tunela (El
túnel del fuelle) junto al acordeonista Gorka Hermosa. Este corto-documental cuenta la llegada a Zumárraga en 1859, con las obras del tren Madrid-París, de un pequeño acordeón tocado por un trabajador italiano. Este instrumento se convirtió con los años en la base de uno de los sonidos más representativos de la música vasca, la trikitixa.

## Filmografía
- El hombre que murió dos veces, 2003
- Marea. Los efectos del Prestige en Cantabria, 2004
- La escuela fusilada, 2006
- Los otros Guernicas, 2011
- Ciaboga. Ziaboga, 2019
- En la línea del horizonte, 2022